# Ликошино (селище, Бологовський район)
селище Ликошино (рос. Лыкошино) — селище в Бологовському районі Тверської області Російської Федерації.
Населення становить 601 особу. Входить до складу муніципального утворення Валдайське сільське поселення.

## Історія
Від 2005 року входить до складу муніципального утворення Валдайське сільське поселення.

## Населення
| 2010 |
| ---- |
| 601  |